# Robbie Findley
Robbie Findley, född 4 augusti 1985 i Phoenix, Arizona, är en amerikansk före detta fotbollsspelare som spelade som anfallare.
Findley började sin professionella fotbollskarriär i Los Angeles Galaxy och Real Salt Lake. Han spelade i VM i Sydafrika 2011 för det amerikanska landslaget och var med i tre av fyra matcher som USA spelade, bland annat i matchen mot England.

## Karriär
- Robbie Findley på Major League Soccers webbplats
- Robbie Findley på National-Football-Teams.com (engelska)